# Reformisten – den kvindelige imam
Reformisten – den kvindelige imam er en dansk dokumentarfilm fra 2019 instrueret af Marie Skovgaard.

## Handling
Sammen med en række ligesindede muslimske aktivister vil Sherin Khankan åbne en af de første moskeer i Europa ledet af kvindelige imamer. Moskeens medlemmer er forenede om én vigtig mission: De kæmper for en genlæsning af Koranen som bygger på tolerance, ligestilling og islamisk feminisme - en tilgang som bringer dem på kant med den typiske patriarkalske tolkning og udbredte islamofobi. Moskeen kæmper for kvinders ret til at kunne lade sig skille og gifte sig på tværs af religioner. Men kvinderne i moskeen er splittede. Skal de kæmpe i det skjulte eller stå frem – skal de tage små forsigtige skridt mod målet eller stille sig op på barrikaderne? Sherin ønsker at sætte tempoet op. Men da hun begynder at tale offentligt om interreligiøse vielser mellem muslimske kvinder og ikke-muslimske mænd, begynder en splittelse i organisationen som truer moskeens fremtid.

## Medvirkende
- Sherin Khankan
- Saliha Marie Fetteh
- Saer El-Jaichi
- Hicham Mouna